# Agentka Carter (film krótkometrażowy)
Marvel One-Shot: Agentka Carter (oryg. Marvel One-Shot: Agent Carter) – amerykański film krótkometrażowy z 2013 roku produkcji Marvel Studios. Za reżyserię odpowiadał Louis D’Esposito na podstawie scenariusza Erica Pearsona. W rolach głównych wystąpili: Hayley Atwell, Bradley Whitford i Dominic Cooper.
Peggy Carter, rok po wydarzeniach w filmie Kapitan Ameryka: Pierwsze starcie, pracuje w Narodowych Rezerwach Strategicznych i zmaga się z seksizmem ze strony swojego szefa. Postanawia samodzielnie wykonać misję odzyskania Zodiaku, a następnie zostaje współtwórczynią T.A.R.C.Z.Y.
Agentka Carter wchodzi w skład II Fazy Filmowego Uniwersum Marvela. Jest to czwarty film krótkometrażowy z serii Marvel One-Shots. Światowa premiera filmu miała miejsce 19 lipca 2013 roku podczas San Diego Comic-Conu. W Polsce pojawił się on 6 września jako dodatek do wydania Blu-ray filmu Iron Man 3. Agentka Carter stała się inspiracją do powstania serialu o tym samym tytule emitowanego przez dwa sezony w latach 2015–2016 na antenie ABC.

## Streszczenie fabuły
Rok po zaginięciu Rogersa i zakończeniu II wojny światowej, agentka Peggy Carter jest członkiem Narodowych Rezerw Strategicznych. Zmaga się z seksizmem ze strony swojego szefa, agenta Johna Flynna, który traktuje ją protekcjonalnie i kieruje ją do pracy papierkowej, przypisując sprawy w terenie tylko agentom płci męskiej. Głównym zmartwieniem Narodowych Rezerw jest tajemniczy Zodiak, którego nie są w stanie odzyskać.
Pewnej nocy, kiedy Carter zostaje sama w biurze, odbiera telefon i zostaje poinformowana o lokalizacji Zodiaku. Według informacji podanych przez tajemniczy głos w telefonie, na miejsce powinno przybyć od trzech do pięciu agentów. Jednak Carter postanawia udać się tam sama. Pokonując wielu strażników, Carter odzyskuje Zodiak, który okazuje się być tajemniczym serum. Następnego dnia dostaje upomnienie od Flynna, że nie przestrzega procedur. W trakcie nazywa ją „starą ukochaną” Kapitana Ameryki, która otrzymała swoją obecną pracę z litości z powodu jej żałoby. Rozmowę przerywa telefon od Howarda Starka, który informuje Flynna, że Carter będzie współzarządzać nowo utworzoną T.A.R.C.Z.Ą.
W scenie w połowie napisów Stark i Dum Dum Dugan siedząc przy basenie podziwiają dwie kobiety noszące nowo stworzone bikini.

## Obsada
- Hayley Atwell jako Peggy Carter, agentka Narodowych Rezerw Strategicznych zmuszona do pracy przy analizie danych i łamaniu kodów od końca II wojny światowej[5][6].
- Bradley Whitford jako John Flynn, szef Carter w Narodowych Rezerwach Strategicznych[7][6].
- Dominic Cooper jako Howard Stark, przyszły ojciec Tony’ego Starka, który podczas II wojny światowej wykonywał wiele rządowych projektów zbrojeniowych. Po wojnie współtworzył organizację T.A.R.C.Z.A.[7][6]

Swoje role z filmu Kapitan Ameryka: Pierwsze starcie powtarzają Neal McDonough jako Timothy „Dum Dum” Dugan, amerykański żołnierz należący do elitarnej grupy komandosów oraz Chris Evans jako Steve Rogers / Kapitan Ameryka przy wykorzystaniu archiwalnego nagrania. W filmie ponadto wystąpił reżyser i współscenarzysta filmu Iron Man 3, Shane Black, jako tajemniczy głos w słuchawce zlecający zadania agentom Narodowych Rezerw Strategicznych.

## Produkcja

### Rozwój projektu
W sierpniu 2011 roku Marvel Studios ujawniło plany produkcji kilku krótkometrażówek, Marvel One-Shots, wydanych direct-to-video. Studio uznało krótkometrażówki, stanowiące odrębną historię, za sposób na eksperymentowanie z postaciami i pomysłami, jak i również rozszerzenie Filmowego Uniwersum Marvela. Jednym z potencjalnych pomysłów na krótkometrażówkę był spin-off filmu Kapitan Ameryka: Pierwsze starcie z 2011 roku, ukazujący dalszą historię Peggy Carter. Do pomysłu powrócono przed wydaniem DVD/Blu-ray filmu Iron Man 3, na co wpływ miała dostępność Hayley Atwell.
Louis D’Esposito z Marvel Studios zajął się reżyserią. Pracował on wcześniej nad inną krótkometrażówką: Przedmiot 47 z 2012 roku. Scenariusz napisał Eric Pearson. Film otrzymał dwukrotnie większy budżet niż Przedmiot 47, jednak tyle samo czasu na jego produkcję przy większym zakresie prac, skali i liczbie zaangażowanych aktorów. Atwell zgodziła się na udział w filmie po obejrzeniu Przedmiot 47 oraz ze względu na sympatię do granej przez siebie postaci i jej potencjał, który nie został pokazany w Pierwszym starciu. Atwell pracowała trzy dni z zespołem kaskaderskim, aby przećwiczyć sekwencje walki do produkcji.

### Zdjęcia i postprodukcja
Zdjęcia do krótkometrażówki zrealizowano w ciągu pięciu dni. Odpowiadał za nie Gabriel Beristain. Budżet nie pozwalał na zatrudnienie storyboardzistów, więc Louis D’Esposito, Brad Winderbaum i Beristain pracowali razem, by zaplanować ujęcia do filmu. Scena po napisach z Nealem McDonoughem miała pokazać jego postać w basenie, jednak na planie podjęto decyzję o zmianie ze względu na ryzyko przemoczenia stroju imitującego muskulaturę. Scenografię przygotował Shepherd Frankel, a kostiumy zaprojektowali Ellen Mirojnick i Timothy Wonsik.
D’Esposito postanowił odróżnić film krótkometrażowy od filmu Kapitan Ameryka: Pierwsze starcie unikając sepii zastosowanej w tym filmie przez Joe Johnstona; zamiast tego użyto chłodniejszego, niebieskiego koloru. Sekwencje z efektami wizualnymi Nowego Jorku z lat czterdziestych wykorzystano z powodu ograniczonych kosztów z Pierwszego starcia. Dwie sceny walki były stworzone przy użyciu efektów specjalnych ze względu na brak czasu na ich nakręcenie. Montażem zajął się Peter Elliot.

## Muzyka
Muzykę do filmu krótkometrażowego napisał Christopher Lennertz, który wcześniej pracował przy Przedmiocie 47. Utwór „Secret Agent Man” Johnny’ego Riversa, wybrany przez Louisa D’Esposito, posłużył jako odniesienie i inspiracja do skomponowania muzyki ze względu na klimat, jakiego poszukiwał reżyser.

## Wydanie
Światowa premiera filmu Marvel One-Shot: Agentka Carter miała miejsce 19 lipca 2013 roku podczas San Diego Comic-Conu. Następnie został wydany cyfrowo w Stanach Zjednoczonych 3 września jako dodatek do filmu Iron Man 3, a później 24 września na nośniku Blu-ray przez Walt Disney Studios Home Entertainment. W Polsce wydany został 6 września z tym filmem przez CD Projekt.
21 stycznia 2022 roku Agentka Carter została udostępniona na Disney+ jako część kolekcji Marvel One-Shots i produkcja należąca do II Fazy Filmowego Uniwersum Marvela.

## Odbiór

### Krytyka w mediach
Rosie Fletcher z magazynu „Total Film” napisała, że „Atwell jest idealną agentką femme fatale i agentką specjalną”, ponadto doceniła samą krótkometrażówkę, gdyż „stylistyka noir z lat 40. wygląda świetnie i zawiera kilka euforycznych momentów akcji”. Scott Collura z IGN stwierdził, że to „wielkoekranowa superbohaterka, na którą wszyscy czekaliśmy. Kopie tyłki w tej krótkiej opowieści z taką pewnością, używając nie tylko siły, ale także mózgu, a to wszystko jest bardzo sprytne i zabawne”. Andy Hunsaker z Crave Online ocenił, że Agent Carter „to fajna uczta, która może utorować drogę do kolejnych filmów Marvela z kobietami w głównych rolach”.

### Nagrody
| Rok  | Ceremonia          | Kategoria                                                    | Nominowani                                                                                            | Rezultat | Przypis |
| ---- | ------------------ | ------------------------------------------------------------ | --- | -------- | ------- |
| 2014 | Golden Reel Awards | Najlepszy montaż dźwięku w filmie fabularnym direct-to-video | Andrew DeCristofaro, Ann Scibelli, Michael Payne, Laura Harris Atkinson, Gary A. Hecker, Gary Marullo | Wygrana  | [ 25 ]  |

## Serial telewizyjny
W maju 2014 roku ABC zamówiło serial Agentka Carter (oryg. Marvel’s Agent Carter) inspirowany filmem krótkometrażowym. Został on stworzony przez Christophera Markusa i Stephena McFeelya, a Tara Butters, Michele Fazekas i Chris Dingess zostali showrunnerami. W tytułowej roli powróciła Hayley Atwell jako Peggy Carter, a obok niej w głównych rolach wystąpili: James D’Arcy, Chad Michael Murray, Enver Gjokaj i Shea Whigham. Dominic Cooper i Neal McDonough również powtórzyli swoje role w serialu. Serial zadebiutował 6 stycznia 2015 roku i został zakończony po dwóch sezonach.